# Володін Олександр Мойсейович
Воло́дін Олекса́ндр Мойсе́йович (справжнє прізвище — Лі́фшиць; *10 лютого 1919 — †17 грудня 2001) — російський драматург, сценарист, поет і публіцист єврейського походження. Член Російського ПЕН-центру, творчої ради журналу «Драматург», редакційно-видавничої ради альманаху «Петрополь».

## Біографія
Олександр Мойсейович Ліфшиць, відомий під псевдонімом Олександр Володін, народився 10 лютого 1919 року в Мінську (за іншими джерелами — у Москві). Після закінчення школи деякий час навчався в Московському авіаційному інституті, викладав російську мову у селі Вешки Московської області. У 1939 році поступив до Державного інституту театру і сцени (ДІТІС), але через два місяці Олександра мобілізували в армію для проходження строкової служби. Через кілька років почалася Німецько-радянська війна. Олександр воював у лавах Червоної армії на Західному та Білоруському фронтах, був зв'язківцем, сапером, двічі був поранений.
Після демобілізації Олександр Ліфшиць не повернувся до ДІТІСу, а поступив на сценарний факультет ВДІКу. Там навчався у майстерні Є. Габриловича, але справжніми своїми учителями вважав В. Юнаковського та О. Сазонова.
У 1949 році, після закінчення інституту, був направлений до Ленінградської студії науково-популярних фільмів, на посаду редактора навчальних фільмів для солдатів. У 1949—1956 році — редактор і сценарист кіностудії «Леннаучфільм», в 1956—1957 роках — старший редактор і член худради кіностудії «Ленфільм».
Помер 17 грудня 2001 року в Санкт-Петербурзі. Похований на Комаровському кладовищі у передмісті Санкт-Петербурга.

## Творчість
Свій першій вірш Олександр Володін написав, перебуваючи у шпиталі після другого поранення. Першу збірку оповідань випустив після переїзду до Ленінграду. Незабаром після цього Володін став членом Спілки Письменників.
У 1954 році випустив першу збірку оповідань під псевдонімом Олександр Володін. Герої цих оповідань — молоді люди, які тільки починають самостійне життя, займають невисокі посади, мають звичайні професії та невеликі заробітки. На цю тему була написана перша п'єса Володіна — «Фабрична дівчина» (1956 р.). Першим виставу поставив Казанський крайовий драматичний театр, потім — Центральний театр Червоної армії в Москві та Театр імені Ленінського Комсомолу в Ленінграді. У наступному театральному сезоні «Фабрична дівчина» увійшла до репертуару ще тридцяти семи театрів.
Друга п'єса Володіна — «П'ять вечорів», мала гучний успіх, її прем'єра відбулася у Ленінградському Великому Драматичному театрі. Володін стає драматургом оновленого Ленінградського ВДТ та Московського театру-студії «Современник» («Сучасник»). Третя п'єса, «Ідеалістка», стала основою для однойменного телефільму з Алісою Фрейндліх та Нікітою Міхалковим. Наступну п'єсу «Моя старша сестра» у Ленінградському ВДТ поставив Г. О. Товстоногов, а в московському «Сучаснику» — Б. О. Львов-Анохін. У 1966 році по кіносценарію був знятий фільм.
Ще одну п'єсу Володіна — «Призначення» — дозволили ставити тільки у «Сучаснику». У ній йдеться про соціальні передчуття, сподівання на зміни, вибору, за умови якого людина може реалізувати себе та свій творчий потенціал. У 1980-х за мотивами п'єси режисером С. Колосовим був знятий фільм.
Завдяки чотирьом п'єсам — «Фабрична дівчина», «П'ять вечорів», «Моя старша сестра» та «Призначення» — Олександр Володін став провідним драматургом кінця 1950-х—початку 1960-х років. Проте, незважаючи на загальне визнання, п'єси Володіна викликали хвилю критики. Його звинувачували у «критиканстві», «викривленні дійсності», «песимізмі», надмірному зацікавленні «маленькими людьми та їх невлаштованими долями»
Надзвичайний успіх мала п'єса «З коханими не розлучайтеся», яку у 1972 році поставили Ленінградський театр імені Ленінського Комсомола та Мінський театр юного глядача. Наступна п'єса — «Дульсінея Тобосська» — стала режисерським дебютом О. Єфремова і надалі перетворилася на мюзікл, на довгий час ставши театральним бестселером.
У наступних своїх п'єсах Володін звертається до епохи кам'яної доби. «Вихухоль», «Ящірка», «Дві стріли» склали трилогію про життя первісних людей, проте в них порушені вічні, загальнолюдські теми.
У 1964 році Володін дебютує у кіно. Він пише сценарії до фільмів «Дзвонять, відкрийте двері» (1964), «Пригоди зубного лікаря» (1964), «Загадковий індус» (1965). У 1967 році Володін публікує першу збірку п'єс та кіносценаріїв «Для театру та кіно», до якої, окрім драматургічних творів, увійшли автобіографічні «Оптимістичні записки».
У середині 1970-х років Олександр Володін написав кілька кіносценаріїв: «Портрет з дощем», «Сум'яття почуттів» та «Доньки-матері». Наприкінці 1970-х років за п'єсами Володіна знімаються фільми «З коханими не розлучайтеся», «Призначення», «Дульсінея Тобоська». У 1979 році відбулася прем'єра фільму «Осінній марафон», знятий режисером Г. Данелією за сценарієм Володіна. Фільм мав гучний успіх та увійшов до класики радянського кінематографа.
Деякі твори Володіна, створені у 60-ті—70-ті роки, побачили світ лише у 90-ті. Це сатирична трагікомедія «Кастручча» («Щоденники королеві Олівії»), п'єса «Мати Ісуса», кіносценарії «Принижені та зневажені» за Достоєвським та «Сірано де Бержерак».

### Літературні твори
- 1967 — «П'єси та сценарії — для театру та кіно» (рос. «Пьесы и сценарии — для театра и кино»).
- 1980 — «Портрет з дощем» (рос. «Портрет с дождем»).
- 1985 — «Осінній марафон» (рос. «Осенний марафон»).
- 1990 — «Одномісний трамвай. Записки несерйозної людини» (рос. «Одноместный трамвай. Записки несерьезного человека»).
- 1993 — «Так не спокійно на душі. Записки з відступами» (рос. «Так неспокойно на душе. Записки с отступлениями»).
- 1995 — «Монологи» (рос. «Монологи»).
- 1998 — «Спроба покаяння» (рос. «Попытка покаяния»).
- 1999 — «Неврівноважене століття. Вірші» (рос. «Неуравновешенный век. Стихи»).

### Кіносценарії
- 1962 — «Минулого літа» (рос. «Прошлым летом»)
- 1965 — «Пригоди зубного лікаря» (рос. «Похождения зубного врача»)
- 1965 — «Дзвонять, відкрийте двері» (рос. «Звонят, откройте дверь»)
- 1966 — «Старша сестра» (рос. «Старшая сестра»)
- 1967 — «Подія, яку ніхто не помітив» (рос. «Происшествие, которого никто не заметил»)
- 1967 — «Фокусник» (рос. «Фокусник»)
- 1974 — «Дочки-матері» (рос. «Дочки-матери»)
- 1977 — «Портрет з дощем» (рос. «Портрет с дождём»)
- 1977 — «Сум'яття почуттів» (рос. «Смятение чувств»)
- 1978 — «Осінні дзвони» (рос. «Осенние колокола»)
- 1978 — «П'ять вечорів» (рос. «Пять вечеров»)
- 1979 — «Осінній марафон» (рос. «Осенний марафон»)
- 1979 — «З коханими не розлучайтесь» (рос. «С любимыми не расставайтесь»)
- 1980 — «Дульсінея Тобоська» (рос. «Дульсинея Тобосская»)
- 1980 — «Призначення» (рос. «Назначение»)
- 1982 — «Сльози крапали» (рос. «Слёзы капали»)
- 1989 — «Сірано де Бержерак»
- 1989 — «Дві стріли. Детектив кам'яного століття» (рос. «Две стрелы. Детектив каменного века»)
- 1990 — «Мати Ісуса» (рос. «Мать Иисуса»)
- 1990 — «Принижені і ображені» (рос. «Униженные и оскорблённые»)
- 1993 — «Настя» (рос. «Настя»)

### Режисерська діяльність
- 1967 — «Подія, яку ніхто не помітив» (рос. «Происшествие, которого никто не заметил»)

## Нагороди
- Орден Вітчизняної війни I ступеня (1943)
- Медаль «За відвагу» (1943)
- Орден «За заслуги перед Вітчизною» III ступеня (1999)
- Лауреат Всесоюзного кінофестивалю в номінації «Премії серед дитячих фільмів» за 1978 рік
- Лауреат Державної премії РРФСР імені братів Васильєвих (1981, за сценарій фільму «Осінній марафон»)
- Царскосільська премія (1994)
- Премія Північно-Західного філіалу РАО (1995)
- «Золота маска» в номінації «Честь і гідність» (1997)
- Премія ім. А.Синявського «За благородність і творчу поведінку в літературі» (1999)
- Премія журналу «Огонёк» (укр. «Вогник») (1989)
- Премія «Північна Пальміра» (1999)
- Лауреат премії Президента Російської Федерації в галузі літератури та мистецтва за 1999 рік.
- Лауреат премії «Тріумф» (1999)
- Лауреат Міжнародної премії Станіславського (2001)

## Вшанування пам'яті
Щорічно в Санкт-Петербурзі проводиться фестиваль «П'ять вечорів», присвячений пам'яті драматурга О. М. Володіна. На будинку № 44 по вулиці Великій Пушкарській у Санкт-Петербурзі 10 лютого 2004 року відкрито меморіальну дошку.